# Fikri El Haj Ali
Fikri El Haj Ali (* 17. November 1985 in Frankfurt am Main) ist ein ehemaliger deutscher Fußballspieler marokkanischer Abstammung.

## Karriere
Fikri El Haj Alis Karriere begann beim SV Griesheim Tarik, einem Verein aus dem Frankfurter Stadtteil Griesheim. Im Jahr 2004 wechselte er zu den Amateuren des FSV Frankfurt, wo er bis 2006 blieb und anschließend zu Borussia Fulda wechselte. Von 2007 bis 2009 spielte El Haj Ali in der ersten Mannschaft des FSV Frankfurt. Mit diesem Verein schaffte er in der Saison 2007/08 den Aufstieg in die 2. Bundesliga. Zur Saison 2009/10 wechselte er zum Drittligisten Wacker Burghausen, von wo aus er nur eine Saison später weiter zum FC Rot-Weiß Erfurt transferiert wurde. Für die Thüringer absolvierte er nach einem Kreuzbandriss lediglich zehn Spiele, ehe er im November 2011 „nach mehreren Verstößen gegen arbeitsvertragliche Verpflichtungen“ die Kündigung erhielt.
Nach Verträgen bei hessischen unterklassigen Mannschaften wurde Al Haj Ali im März 2016 nach nur zwei Monaten beim Hessenligisten Viktoria Griesheim erneut freigestellt.